# Elecciones generales de Tanganica de 1958-1959
Las elecciones del Consejo Legislativo de Tanganica de 1958-1959 se celebraron del 8 al 12 de septiembre de 1958 en cinco distritos electorales y del 9 al 15 de febrero de 1959 en los otros cinco distritos. La Unión Nacional Africana de Tanganica ganó 28 de los 30 escaños en el Consejo Legislativo, También hubo 34 designados para componer una Asamblea de 64 escaños.

## Antecedentes
Las elecciones se llevaron a cabo bajo un clima de tranquilidad democrática, controlado por las tropas británicas que aún dominaban la situación política, económica y militar del país.
En diciembre de 1959, el Reino Unido estuvo de acuerdo en el establecimiento de la autonomía interna, después de nuevas elecciones el año siguiente, por lo cual se convocó de inmediato a un segundo Consejo Legislativo, el cual debería elegirse en 1960.

## Resultados
|  | 74.45 % |

|  | 10.93 % |

|  | 0,08 % |

|  | 13,64 % |

|  | 88.63 % |

|  | 11.37 % |

|  | 100,00 % |

|  | 17,10 % |